# David Richter den yngre

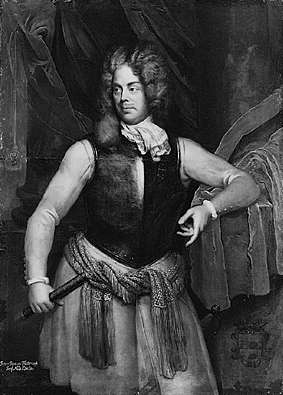
Nils Bielke porträtterad av David Richter den yngre.

David Richter den yngre, född 1664 (döpt 27 februari), död 12 januari 1741, var en svensk konstnär. Han var bror till Johan Richter, Bengt Richter och Christian Richter, kusin till David Richter den äldre.

## Biografi
Richter var son till guldsmeden guldsmeden Johan Richter och Brita Bengtsdotter Selling.[källa behövs] Blev guldsmedsgesäll vid 20 års ålder men övergick sedan till måleriet. Han begav sig 1697 till utlandet och uppehöll sig länge i Italien. Efter hemkomsten, omkring 1710, utförde han ett och annat porträtt i olja men ägnade sig sedan uteslutande åt miniatyrmåleriet. Han var hovminiatyrist 1719–1728. Sedan sysselsatte han sig flitigt med miniatyrporträtt av enskilda. Hans mycket små miniatyrer är målade i en prickteknik med ljus färgskala. Richter finns representerad vid bland annat Göteborgs konstmuseum  och Nationalmuseum i Stockholm.

### Familj
Richter gifte sig 18 december 1718 med Elisabeth Ziese (1700–1738). Hon var dotter till silkesfärgaren Arnold Ziese och Eva Möller.